# El Globos
El Globos, nom d’artiste de Xavier Richard (surnommé Jaja), est un dessinateur français né à Rennes (Ille-et-Vilaine) le 1er mars 1963 et mort le 8 avril 2024 à Brest. Pendant plus de vingt ans, il est l’auteur des dessins de la marque À l'Aise Breizh et des visuels du festival des Vieilles Charrues.

## Biographie
Mi-Carantécois, mi-Parisien, Xavier Richard mêle dans ses dessins la poésie et l'humour. Il travaille dans la publicité et peint en parallèle depuis l'âge de 20 ans, en loisirs ou en free-lance, suivant ses affinités pour les projets. Ainsi, il conçoit par exemple les affiche du festival Tamaris, une grand-messe du rock qu'il fonde avec son cousin Jean-Philippe Quignon et qui se déroule à Carantec et à Morlaix de 1987 à 1992. En 1996, il lance avec le morlaisien Erwann Créac'h, bénévole au festival, la marque de tee-shirt À l'Aise Breizh qui représente la Bretagne de façon humoristique et décomplexée. En 1998 il fait décoller la notoriété de la marque en dessinant une hermine bretonne en forme de feuille de cannabis. Dessinée en 1997, la bigoudène bondissante en forme d'hermine connaîtra un succès grandissant ; parti d'une sérigraphie de t-shirt, elle sera déclinée en autocollants, vendus à près de 1 400 000 stickers et 400 000 vêtements et accessoires en 13 ans. Il suit À l'Aise Breizh sur ses diverses activités (gamme de vêtements, objets en tous genres et restaurants) avec plusieurs centaines de dessins réalisés pour la marque et collabore pour les projets avec des partenaires : avec la marque Hénaff il réalise la collection « Copains comme cochons » de textile, linge de maison et vaisselle, des t-shirts pour les offices de tourisme du pays de Morlaix, du pays bigouden et de Brest, le visuel de la Vallée des Saints...
Depuis le début du festival des Vieilles Charrues en 1993, il réalise les affiches, les visuels et la décoration du site. Il réalise sa dernière affiche pour le festival en 2015, après plus de 20 ans de collaboration artistique. Il s'investit dans plusieurs événements : les « Jeux nautiques interceltiques » du pays de Morlaix en 2007, les « Soirées transat » et le « salon de l'art comptant pour rien » dès 2008 à Carantec. Il a mis en place plusieurs expositions de ses créations dans des lieux comme le restaurant « Ty Pot » à Carantec ou le Tempo à Morlaix. Pour la marque de bière Coreff, il a créé en 2010 le slogan « Coreff, éleveur de coudes depuis 30 ans ». Il a créé aussi un visuel pour le groupe Red Cardell, le logo de l'association Les Vaches Folks et le graphisme d'artistes musicaux comme Kepelledro, Erwann Laflute, des bagadoù locaux (bagad Landi, bagad Bro Montroulez)...